# Nazwa pospolita
Nazwa pospolita (imię pospolite, apelatyw od łac. appellativum) – nazwa mogąca się odnosić do dowolnego egzemplarza desygnatów danej klasy przedmiotów (np. stół, drzewo, pies, kobieta, człowiek), w odróżnieniu od nazw własnych (imion własnych), odnoszących się do jednostek.
Wyrazy pospolite (łac. nomina appellativa) służą do kategoryzacji obiektów (przedmiotów), łączymy je w pewne zbiory (klasy) w oparciu o charakterystyczne dla tej grupy cechy, które odróżniają je od innej, np. stół, czyli wyraz pospolity odnosi się do obiektów, które uważamy za identyczne – wszystkie stoły mają co najmniej jedną nogę.
Wyrazy (rzeczowniki) pospolite pełnią w języku dwie funkcje:
1. funkcję orzekającą – za ich pomocą przypisujemy danemu obiektowi (przedmiotowi) określone cechy (np. Ona jest prawniczką. czy On jest piękny.),
2. funkcję wskazującą – za ich pomocą wyznaczamy indywidualny, pojedynczy przedmiot, egzemplarz danego zbioru (np. Ten prawnik jest dobry.).